# Simon Rumley
Simon Rumley, né le 22 mai 1968 à Londres, est un scénariste, réalisateur et auteur britannique.

## Biographie
Simon Rumley commence par écrire des scénarios de films, dont Club Le Monde (en) et Shot and Phew. Après avoir écrit et réalise Strong Language et Laughter, son film Stranger Than Fiction est présenté à Cannes. En 1999, il écrit, produit et réalise The Truth Game et Strong Language, présenté par le British Film Institute au National Film Theatre (en) de Londres. 
En 2004, il dirige le court-métrage The Handyman, avec Greta Scacchi et Bill Sage.
Rumley écrit le script d'un film d'horreur psychologique, The Living In The Home of the Dead, remanié ensuite par Nick O'Hagan. Le film sort en 2006 sous le titre The Living and the Dead, mettant en vedette Roger Lloyd-Pack. Présenté au Festival international du film de Rotterdam, le film sera projeté dans plus de quarante festivals à travers le monde, recueillant plus de vingt-cinq prix.
En 2008, Rumley écrit une première version du scénario qui donnera le film Red, White & Blues, tourné l'année suivante, avec Noah Taylor, Marc Senter et Amanda Fuller.
Il coscénarise et coréalise The ABCs of Death, un film à sketches d'horreur sorti en 2012.

## Filmographie partielle
- 2011 : 60 Seconds of Solitude in Year Zero (un segment d'une minute du film collectif)
- 2012 : The ABCs of Death (segment « P is for Pressure »)